# Nicolae Georgescu (fotbalist)
Nicolae Georgescu (n. 1 ianuarie 1936, Câmpina, Prahova, România – d. 22 august 1983) a fost un fotbalist român. A concurat la turneul masculin de la Jocurile Olimpice de vară din 1964.  

## Biografie
Nicolae Georgescu s-a nascut pe 1 ianuarie 1936 la Câmpina. Acesta este bunicul lui Gabriel Manu, fost jucător al clubului Rocar București.

## Caracteristici technice
Nicolae Georgescu avea rolul de mijlocaș ofensiv, pe parcursul carierei sale abilitățile tehnice, care au compensat un fizic destul de subțire, i-au permis să devină un mijlocaș complet, capabil să acopere întregul teren pe tot parcursul jocului. Pe lângă calitățile naturale de personalitate și corectitudine, Nicolae a numărat printre principalele sale calități rezistența, agilitatea, capacitatea de abordare, inteligența tactică și o eleganță remarcabilă atât în mișcări, cât și în atingerea mingii. 

## Cariera

### Club

#### Început
Nicolae Georgescu a început să joace fotbal în orașul natal Câmpina la Rafinăria Câmpina. La începutul sezonului 1954 a trecut în a doua cea mai mare ligă românească de fotbal, Divizia B, la Voința București. Un an mai târziu s-a alăturat rivalilor locali, Progresul CPCS București, înainte de a primi posibilitatea de a se muta în Divizia A la Locomotiva București (mai târziu Rapid București) la începutul sezonului 1956. Acolo a debutat pe 25 martie 1956.

#### Rapid București
A venit la Rapid pe când echipa se numea Locomotiva. Se întâmpla în 1956. Venea din liga a doua, unde juca fenomenal. Și ajunsese chiar la echipa națională. Georgescu era un tânăr de mare perspectivă, iar în primul sezon în Giulești a marcat 11 goluri în 22 meciuri cu toate că evoluțiile lui cele mai consistente au revenit abia după 1960. Atunci, Rapid a reușit inclusiv trei locuri 2 consecutiv. Înainte de a lua titlul în 1967. Acela a fost, de altfel, ultimul sezon al lui Nicolae Georgescu la Rapid. Nu a jucat prea mult, doar șase meciuri. Dar și-a trecut în palmares titlul de campion. Și singurul trofeu în tricoul vișiniu. Succesul a compensat însă un deceniu în care a evoluat în peste 220 de meciuri oficiale și în care a marcat în jur de 50 de goluri. 

### Naționala
Acesta a prins 18 meciuri sub tricoul tricolorilor unde a inscris 9 goluri in perioda de 10 ani petrecuti la naționala. Acesta a concurat la Jocurile Olimpice de vară din 1964. a participat la calificarile pentru Mondialul din 1966 unde a ânscris din poziția de căpitan al României împotriva Turciei unde România a dominat meciul.

## Palmares

### Jucător

#### Club

##### Competiții naționale
- Campionatul Romaniei: 1

Rapid București: 1966–1967

##### Competiții internaționale
- Cupa Balcanilor: 2

Rapid București: 1963–1964, 1964–1966

## Distincții
- Medalia „Meritul Sportiv” clasa I (25 octombrie 1966) „pentru rezultatele deosebite obținute în competițiile sportive internaționale, precum și pentru contribuția valoroasă adusă la dezvoltarea culturii fizice și sportului în țara noastră”[2]